# Blac Chyna
Angela Renée White (* 11. května 1988), známá jako Blac Chyna, je americká modelka. V roce 2014 založila svojí kosmetickou značku Lashed by Blac Chyna a svůj kosmetický salón Encino v Los Angeles.

## Životopis a kariéra
V patnácti letech pracovala v McDonaldu v Charles County v Marylandu. Poté začala pracoval jako servírka v restauraci Hooters. Zatímco navštěvovala univerzitu Johnson & Wales University v Miami, vydělávala si na její zaplacení striptýzem, který ji fyzicky vyčerpával a tak se školou skončila a soustředila se na striptýz a modeling. Zatímco pracovala v populárním Miamském klubu se stala oblíbenkyní, kvůli jejímu exotickému vzhledu. V roce 2010 se její jméno objevilo ve skladbě zpěváka a rapera Drakea „Miss Me“. Její sláva začala stoupat poté, co se objevila na obálkách magazínů Dimepiece, Straight Stuntin a Black Men's Magazine. Později v roce 2010 byla obsazena jako dvojnice Nicki Minaj v písničce „Monster“ od Kanye Westa.
V roce 2013 navštěvovala školu pro profesionální maskéry JLS Professional Make Up Artist School. V prosinci roku 2013 otevřela svůj online butik nazvaný 88fin, ve kterém prodávala nové oblečení a produkty z její stejnojmenné kolekce. Ten samý měsíc založila vlastní kosmetickou značku LASHED by Blac Chyna. V únoru 2014 zakoupila kosmetický salón Encino v Los Angeles.

## Osobní život
Chyna se nechala slyšet, že rapper Tyga ji nabídl, aby s ním jela na turné v roce 2011, ale ona odmítla. Následující rok se objevila v jeho videoklipu k písničce „Rack City“ a začali spolu chodit. Dne 16. října 2012 se jim narodil syn King Cairo Stevenson. Dvojice se rozešla v roce 2014, kdy se objevily informace, že začal chodit s modelkou Kylie Jennerovou. V roce 2016 začala chodit s jejím bratrem Robem Kardashianem. Dvojici se narodila dcera dne 10. listopadu 2016 Dream Renée Kardashian. V prosinci 2016 se na krátkou dobu rozešli. V únoru 2017 se dali znovu dohromady. V červenci 2017 Rob umístil na svá sociální média její lechtivé fotografie a dvojice se začala soudit.